# オオウイキョウ
オオウイキョウ（巨茴香、Ferula communis）は、地中海世界に分布するセリ科の多年草。古代ギリシャにおいてはナルテークス（νάρθηξ, nárthēx) と呼ばれていた。

## 形態
茎は直径3 - 7 cmと太く中実で、高さ2 - 3 mにまで育つ。葉は3回羽状複葉で、葉身は糸のように細かく裂けている。大きな散形花序をなし、初夏に明るい黄色の小さな両性花を咲かせる。夏以降、茎は直立したまま枯れるが、軽くて丈夫なため杖などに利用される。

## 分布
地中海沿岸に広く分布し、水はけの良い石灰質の土壌を好む。

## 利用
根元から採れる樹脂 (فسوخ, fessoukh) が伝統薬として使われるほか、花蕾と茎を食材 (boubal) として利用する。
4-ヒドロキシクマリン誘導体を生合成する点が特徴的であり、fessoukhの主成分もこれらの誘導体である。利用法は、オリーブ油と混ぜて白癬や水虫、リウマチ結節など様々な皮膚病に対する塗り薬としたり、飲み薬として虫下しや痛み止めなどに用いたりする。
花序にはミルセン、リモネン、ピネンといったモノテルペンや、アリストレン、ファルネソールなどのセスキテルペンが含まれている。

## 毒性
オオウイキョウが含有する4-ヒドロキシクマリン誘導体にはワルファリンに似た抗凝血作用があり、大量に摂取すると出血性の中毒を起こす。畜産業においても、ヒツジ、ヤギ、ウシ、ウマなどの家畜に与える干し草に混じり中毒を起こす場合がある。

## 伝承
ギリシア神話では、プロメテウスが人々に火を与えるためヘーパイストスの炉から火を盗み、オオウイキョウの茎の髄を火口（ほくち）として下界に持ち帰ったとされる。またディオニューソスの持つ豊穣の杖テュルソスは、オオウイキョウの茎から作られている。